# جاكوبو غوارنييري
جاكوبو غوارنييري (بالإيطالية: Jacopo Guarnieri)‏ ولد بتاريخ 14 أغسطس 1987 في إيطاليا، هو دراج إيطالي في صنف سباق الدراجات على الطريق.

## روابط خارجية
- جاكوبو غوارنييري على موقع الاتحاد الدولي للدراجات (الإنجليزية)
- جاكوبو غوارنييري على موقع أرشيف الدراجات (الإنجليزية)
- جاكوبو غوارنييري على موقع إحصائيات الدراجات الإحترافية (الإنجليزية)
- جاكوبو غوارنييري على موقع نسبة الدراجات (الإنجليزية)
- جاكوبو غوارنييري على موقع CycleBase (الإنجليزية)